# يانا دوبروفولسكايا
 يانا دينيسوفنا دوبروفولسكايا  (بالروسية:  Яна Денисовна Добровольская)؛ مواليد 8 ديسمبر 1997 في تيومين) عارضة أزياء وراقصة روسية حاملة لقب مسابقة ملكة جمال والتي توجت به عن مسابقة ملكة جمال روسيا 2016, وممثلت روسيا في مسابقة ملكة جمال العالم 2016 . حيث لم تحتل أحد المركز المصنفة، على الرغم من أنها كانت تعتبر من المرشحات للفوز باللقب.

## روابط خارجية
- يانا دوبروفولسكايا على إنستغرام

| الجوائز و الإنجازات | الجوائز و الإنجازات  | الجوائز و الإنجازات |
| ------------------- | -------------------- | ------------------- |
| سبقه صوفيا نيكيتشوك | ملكة جمال روسيا 2016 | تبعه بولينا بوبوفا  |